# Labastide-Marnhac
Labastide-Marnhac település Franciaországban, Lot megyében. Lakosainak száma 1316 fő (2022. január 1.). Labastide-Marnhac Cahors, Cézac, Le Montat, Trespoux-Rassiels, Villesèque és Pern-Lhospitalet községekkel határos.

## Népesség
A település népességének változása:
| Lakosok száma | 310  | 557  | 691  | 931  | 1189 | 1215 | 1226 | 1244 | 1274 | 1316 |
|               | 1968 | 1982 | 1990 | 2006 | 2013 | 2015 | 2017 | 2019 | 2020 | 2022 |